# Dampierre-sur-Boutonne
Dampierre-sur-Boutonne é uma comuna francesa na região administrativa da Nova Aquitânia, no departamento de Charente-Maritime. Estende-se por uma área de 14,04 km², com 397 	 habitantes, segundo os censos de 1999, com uma densidade de 28 hab/km².